# Holger Kreymeier

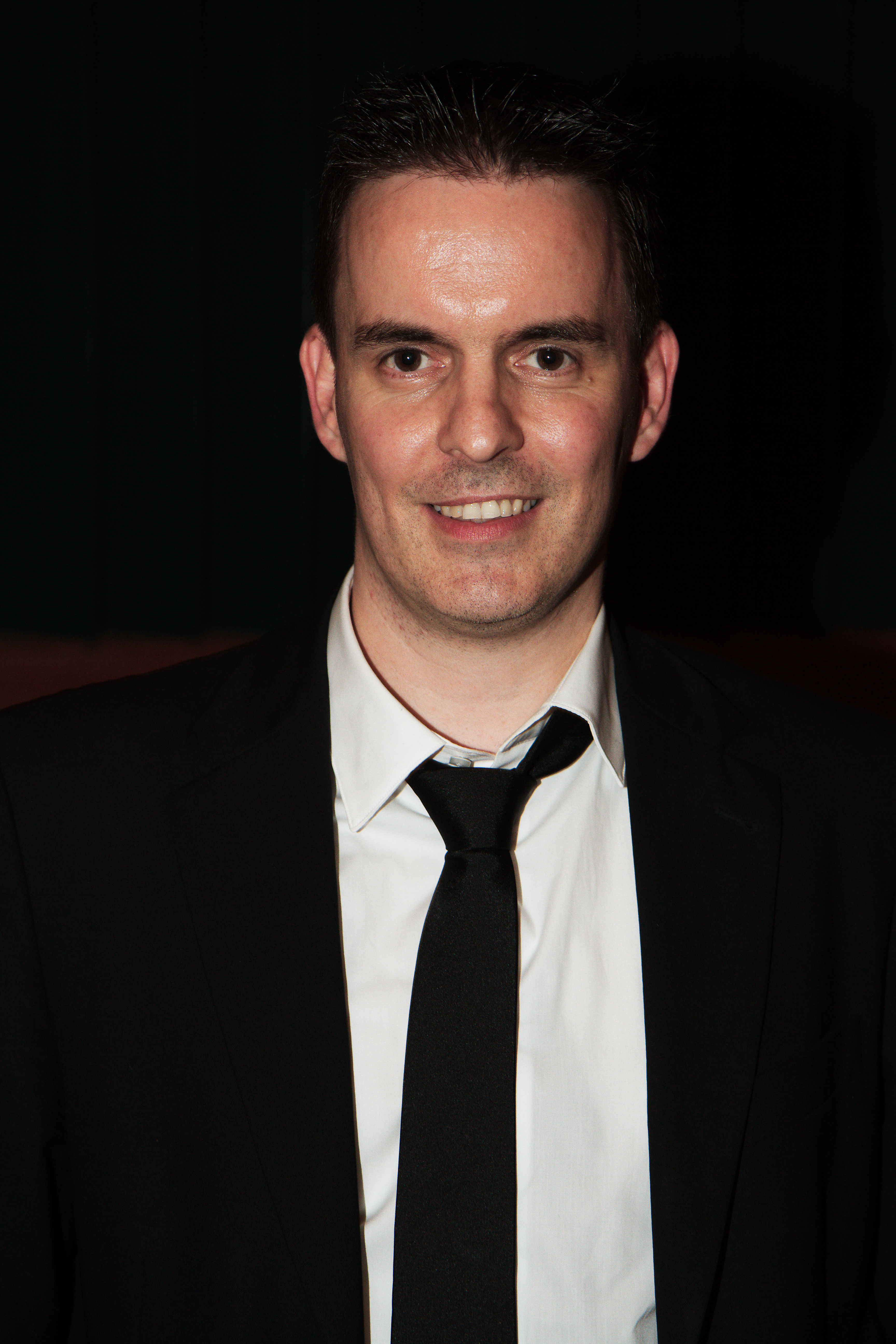
Holger Kreymeier bei der Aufnahme der 100. Folge von Fernsehkritik-TV (2012)

Holger Volker Kreymeier (* 8. Dezember 1971 in Hamburg) ist ein deutscher Journalist, Autor und Medienunternehmer.

## Leben und früher Werdegang
Holger Kreymeier wuchs in Hamburg-Horn auf, wo er auch die Gesamtschule besuchte. Kreymeier ist homosexuell; in den 1990er Jahren engagierte er sich in der Arbeitsgemeinschaft der Lesben und Schwulen in der SPD (Schwusos) und war zeitweise Sprecher des Hamburger Landesverbandes. In dieser Funktion wurde Kreymeier mit anderen Sozialdemokraten im Jahre 1997 Opfer eines schwulenfeindlich motivierten Überfalls. Kreymeier wurde dabei am Auge verletzt.
Zwischen 1992 und 1997 studierte Kreymeier Soziologie an der Universität Hamburg. Die Universität verließ er ohne Abschluss. Im Jahr 1994 absolvierte Kreymeier ein Praktikum bei OK Radio, zwei Jahre später eines bei der Zeitschrift Cinema. Anschließend war er bei der Interactive Media, einem Tochterunternehmen des Axel-Springer-Verlags, in der Videotext-Redaktion für Sat.1 tätig und machte 1998 zwischenzeitlich ein Praktikum beim Hamburger Regionalmagazin des Senders. Nach der betriebsbedingten Kündigung war Kreymeier gelegentlich als freier Mitarbeiter für die Verlagstochter AS Content tätig. Im Herbst 2002 arbeitete er freiberuflich an Bild-TV, einer Videoproduktion des Axel-Springer-Verlags in Kooperation mit Spiegel TV, mit und war ab Anfang 2003 wenige Monate Redakteur. Etwa zur selben Zeit erwarb Kreymeier die Domain fernsehkritik.tv, unter der er zunächst nur Texte und Bilder veröffentlichte. Zwischen 2007 und 2018 betrieb er die Online-Magazinsendung Fernsehkritik-TV, in welcher er einen kritischen Blick auf das deutsche Fernsehen warf.

## Tätigkeit als Medienunternehmer
In der Anfangszeit von Fernsehkritik-TV war Holger Kreymeier noch als freier Journalist tätig, unter anderem für die Untertitelung für Hörgeschädigte beim Norddeutschen Rundfunk. Durch seine Tätigkeiten hatte Kreymeier nach eigenen Angaben interne Einblicke in den öffentlich-rechtlichen Sender und die seiner Ansicht nach fehlgeleitete Verwendung von Gebührengeldern. Aufgrund dieser Erfahrungen startete Kreymeier Mitte Februar 2009 die Kampagne „Dafür zahl’ ich nicht“, die als Parodie auf Werbung der GEZ den Umgang mit den Rundfunkgebühren durch den öffentlich-rechtlichen Rundfunk kritisierte. Sie warf den Sendern eine ständig sinkende Qualität des Programms vor – die Sender orientierten sich nicht mehr an ihrem Bildungsauftrag, sondern strebten stattdessen eine möglichst hohe Einschaltquote an. Die GEZ verglich Kreymeier dabei mit der Stasi. Kernstück der Aktion war ein Kinospot, der in einer kleinen Anzahl von Kinos in Großstädten zu sehen war und durch welchen Kreymeier und seiner Sendung gesteigerte Aufmerksamkeit zuteilwurde. Nach Veröffentlichung und Ausstrahlung dieses Werbespots endete die Zusammenarbeit vom NDR und Kreymeier. Aufgrund gegenteiliger Stellungnahmen der Parteien ist nicht bekannt, ob dies auf Wunsch des NDR geschah oder eine freie Entscheidung Kreymeiers war.
Kreymeier ist Geschäftsführer des Medienunternehmens Alsterfilm. Im Juni 2013 eröffnete er ein Studio in Hamburg und gründete das Online-Portal Massengeschmack-TV, auf dem verschiedene Magazine veröffentlicht werden – unter anderem Fernsehkritik-TV (bis September 2018), das Nachfolgeformat Die Mediatheke, das Filmmagazin Pantoffelkino und Der ComicTalk mit Hella von Sinnen.
Für Aufmerksamkeit sorgten mehrere Rechtsstreitigkeiten. So verklagte ihn  Katharina Saalfrank auf Unterlassung einiger Aussagen über eine „Super-Nanny“-Sendung in einem „Fernsehkritik-TV“-Beitrag vom September 2011 und gewann den Prozess. Auch in einem Rechtsstreit mit RTL unterlag Kreymeier in zwei Instanzen und darf seither keine T-Shirts mit dem Aufdruck „Scheiß RTL“ mehr verkaufen. Kritiker warfen ihm dabei vor, die zahlreichen, zum Teil durch die Community durch Spenden finanzierten Prozesse zur Selbstinszenierung instrumentalisiert zu haben. So ließ Kreymeier 2011 beispielsweise seine Community darüber diskutieren und auch abstimmen, ob er ein auferlegtes Ordnungsgeld bezahlen oder lieber Ordnungshaft antreten solle. Einige Tage später entschied er sich, das Ordnungsgeld zu bezahlen, und startete dafür einen Spendenaufruf auf der Webseite.
2021 kritisierte er in einem Videobeitrag eine Reportage von Radio Bremen über rechte Infokrieger. Da er dabei in großem Umfang Bildmaterial des Senders verwendete, wurde er von diesem vor dem Landgericht Berlin verklagt. Sein Anwalt Markus Kompa wies darauf hin, dass auch Dritte das Sendermaterial verwenden würden. Das Gericht sah aber das Zitatrecht hier überstrapaziert und verurteilte Kreymeier zur Unterlassung, so dass er den Beitrag entfernen musste.

## Auszeichnungen
Holger Kreymeier (Fernsehkritik-TV) gewann im Jahr 2010 den Publikumspreis des Grimme Online-Awards.
Im Jahr 2011 erhielt er den Deutschen Webvideopreis in der Kategorie „Persönlichkeit“.

## Kritik
Der Branchendienst DWDL kritisierte 2011 die „Selbstinszenierung“ Holger Kreymeiers „als einsamer Kämpfer gegen die Großen“ in Fernsehkritik-TV, wobei er „sich manchmal eher des Holzhammers denn der Analyse“ bediene.
Die Frankfurter Rundschau bezeichnete Kreymeier 2011 als „Meckerer vom Dienst“, der „vom Nörgeln lebe“ und „kein gutes Haar [an seinen Opfern]“ lasse.

## Werke
- 2000: Showtime. Books on Demand, ISBN 3-89811-276-4 (2. Auflage 2019)
- 2004: Deutsche TV-Skandale. Ein polemisches Sachbuch. Kritischer Verlag, Hamburg, ISBN 3-9810011-0-9.
- 2017: Schalten Sie mal wieder ab! Ein Fernsehkritiker zwischen Webvideo und Wahnsinn. Alsterfilm, Hamburg, ISBN 3-00-057720-3.
- 2023: Hashtag #DDR. Solibro Verlag, Münster, ISBN 3-96079-108-9